# 7516 Краньц
7516 Краньц (7516 Kranjc) — астероїд головного поясу, відкритий 18 червня 1987 року.
Тіссеранів параметр щодо Юпітера — 3,533.
Названо на честь італійського астронома словенського походження Альдо Краньца (1919-1994), який працював у Неаполі, Мілані та Болоньї.